# Friedrich Schumacher (Architekt)

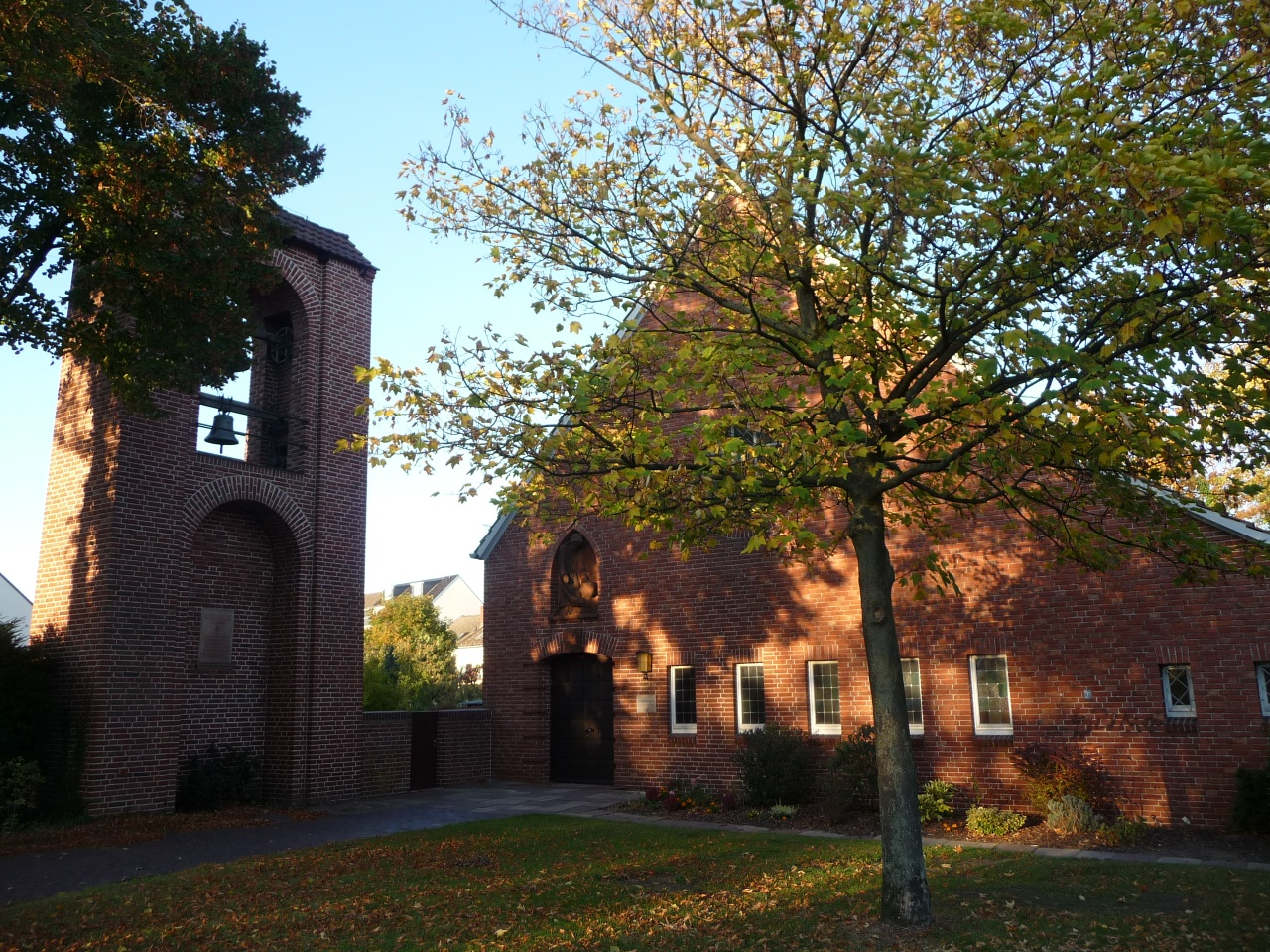
Andreaskirche in Gröpelingen

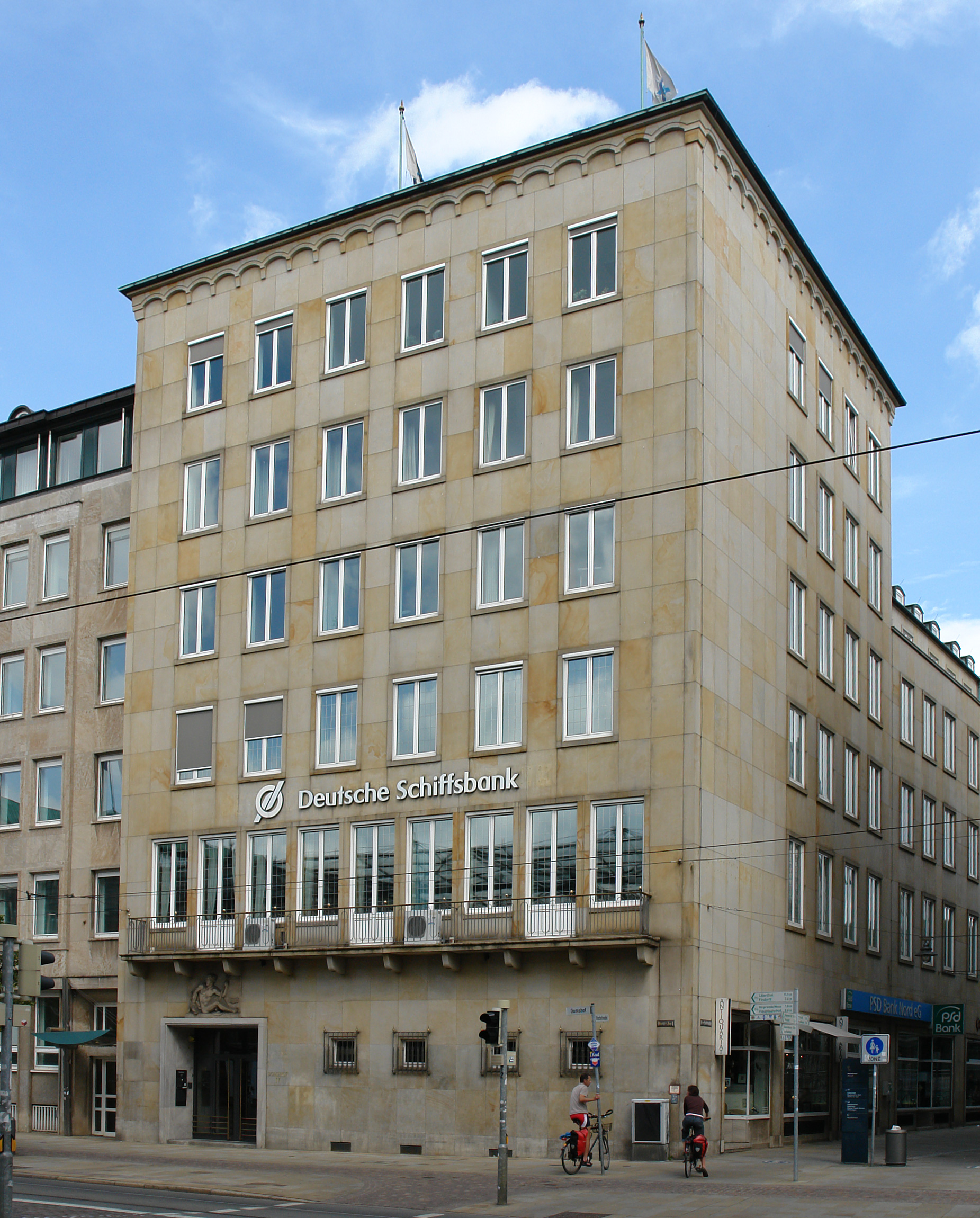
Deutsche Schiffsbank, Domshof 17

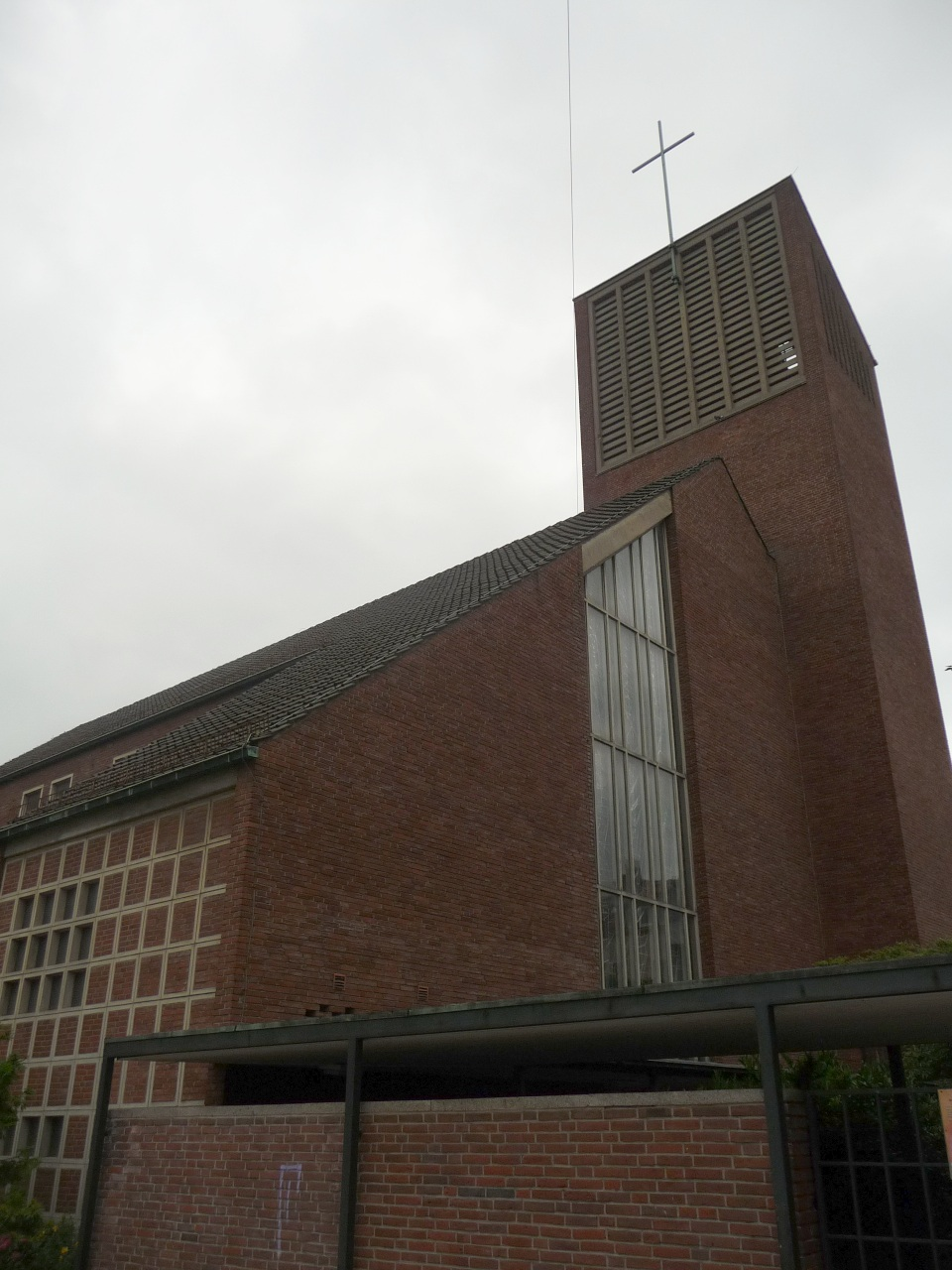
Hohentorskirche Neustadt

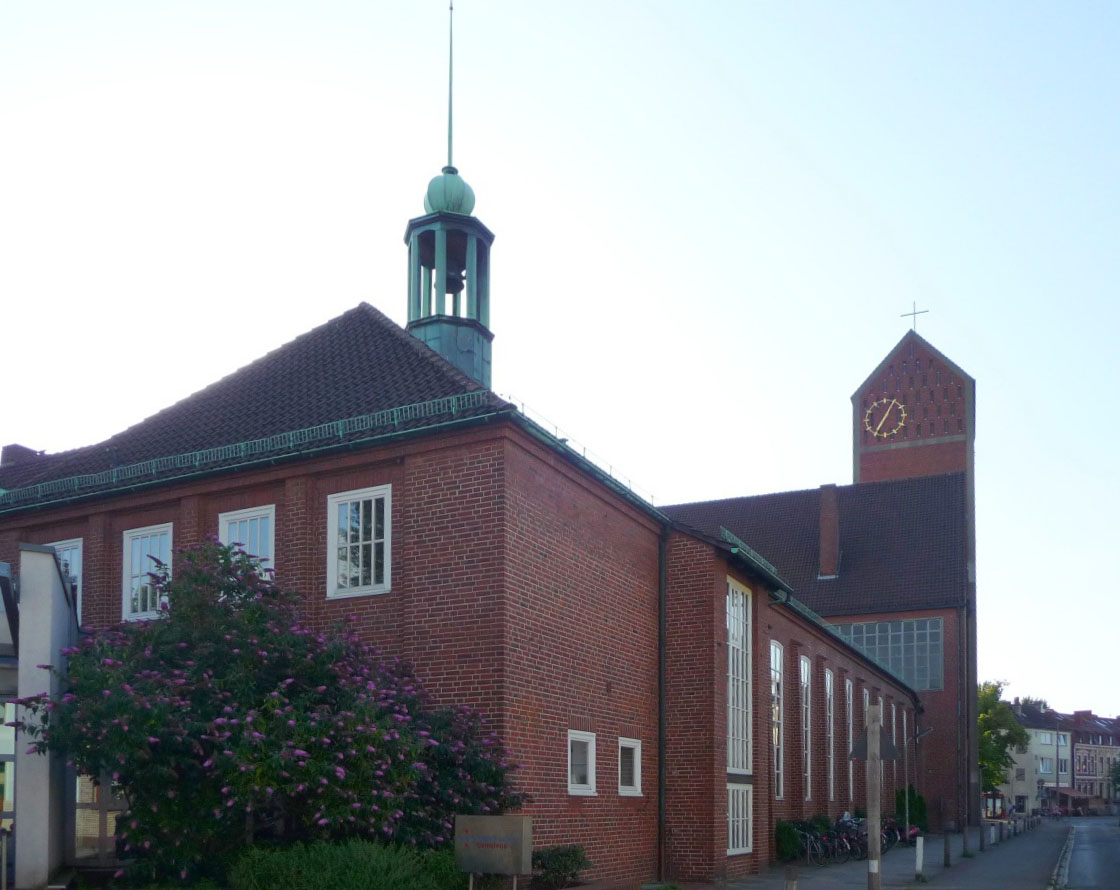
Martin-Luther-Kirche Findorff

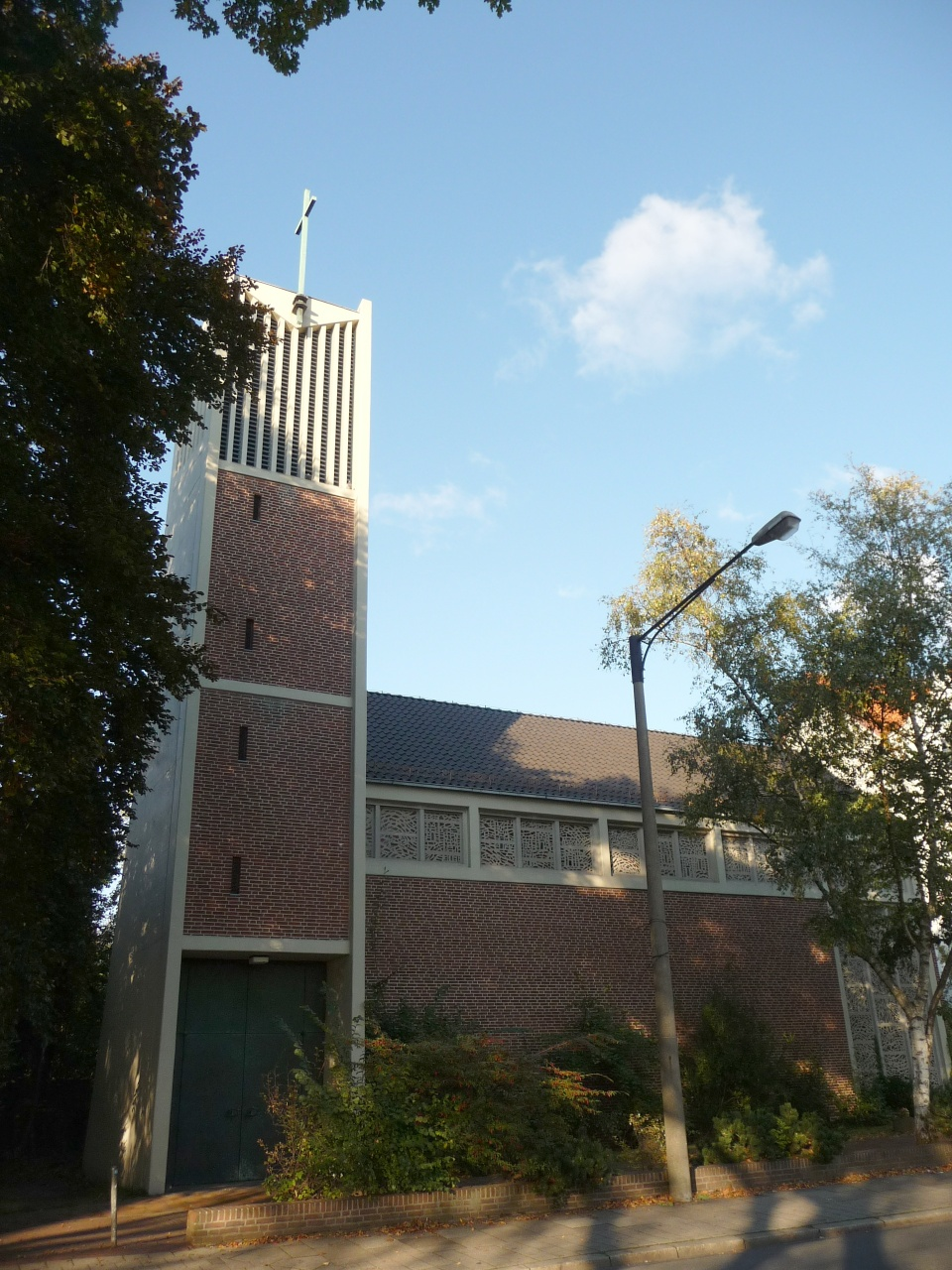
St. Petri Domkapelle Osterdeich

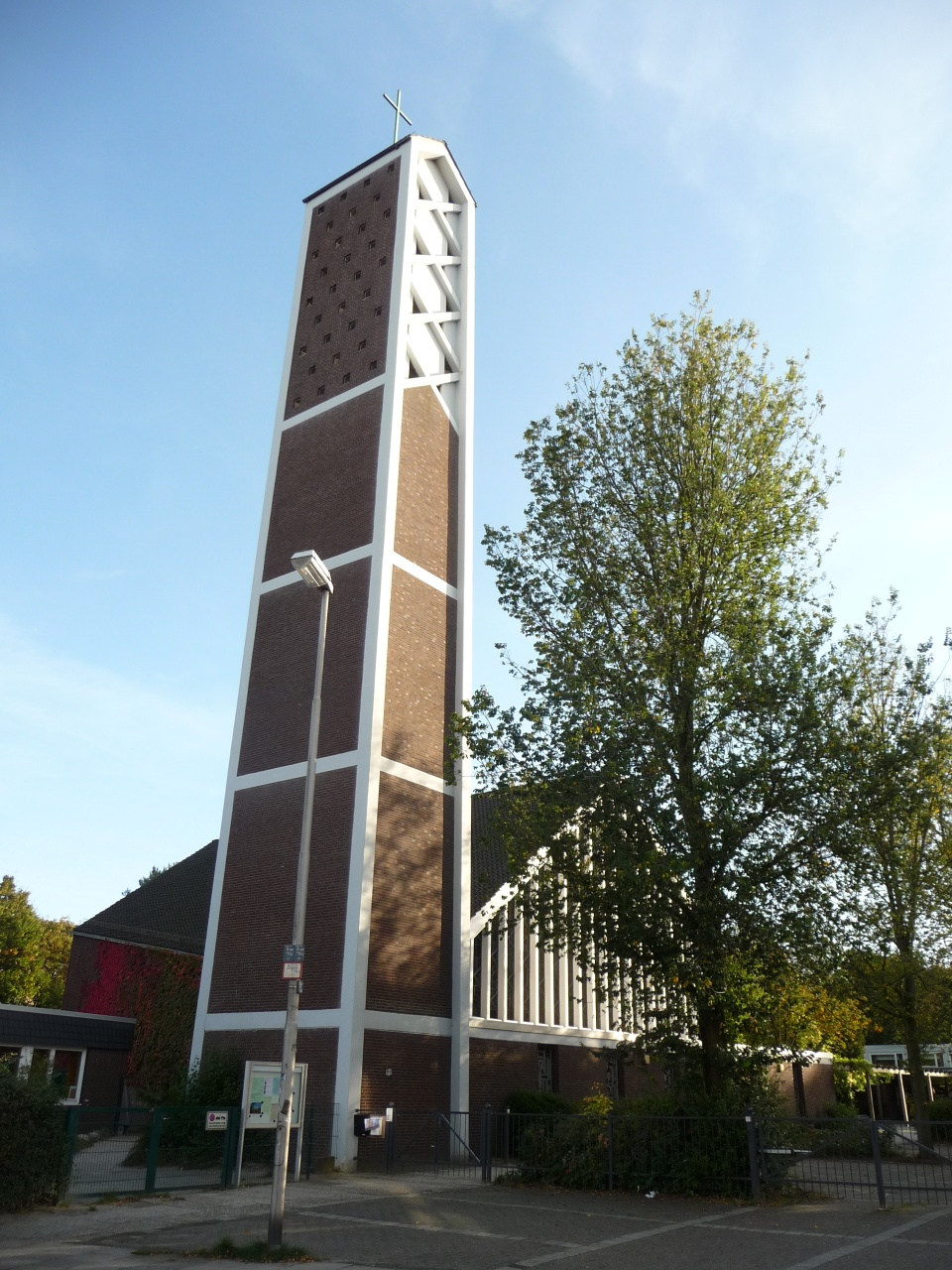
Philippuskirche Gröpelingen

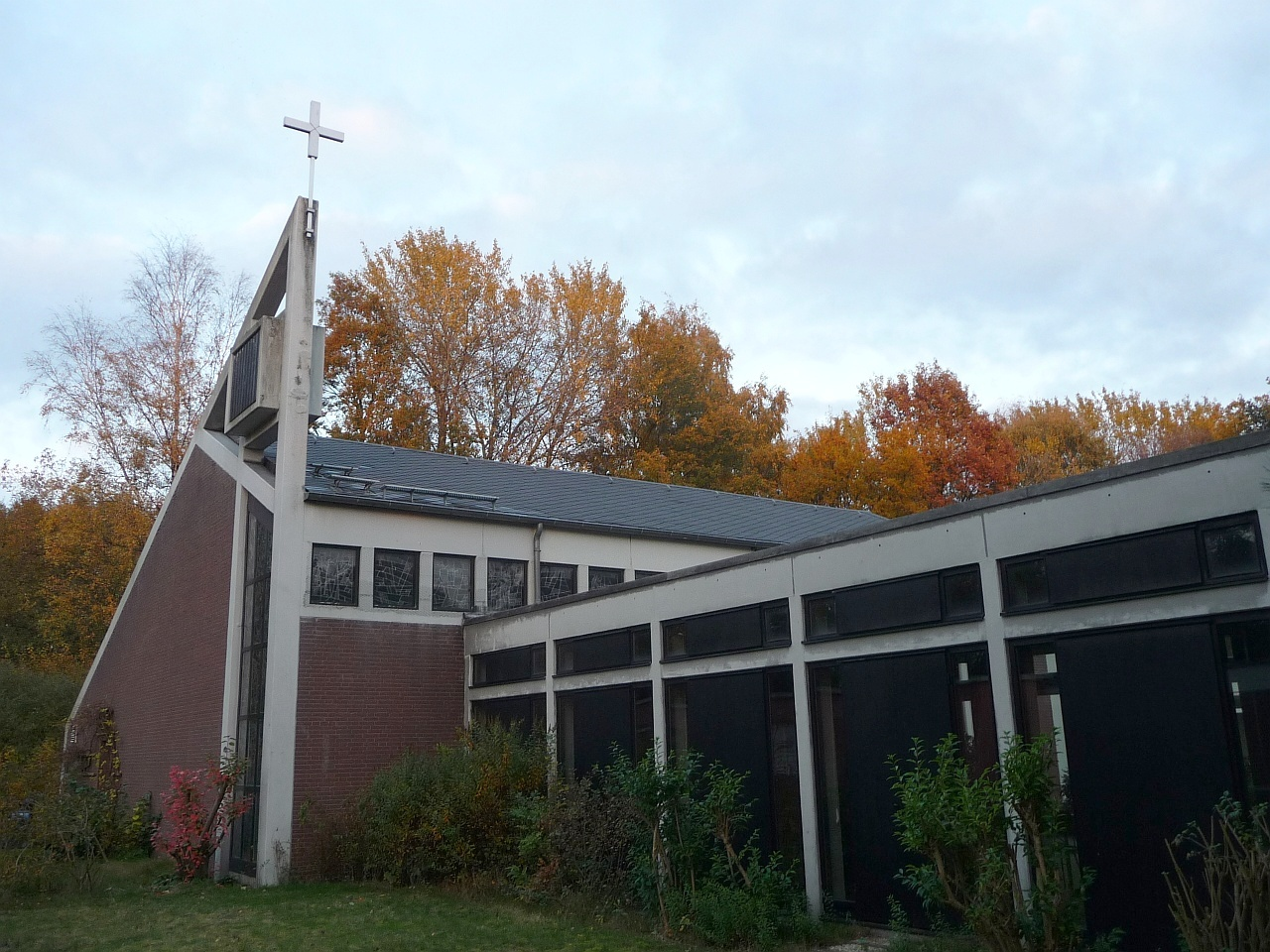
St-Johannes in Huchting

Friedrich Schumacher (* 1905 in Bremen; † 1993 in Bremen) war ein deutscher Architekt und Bremer Dombaumeister.

## Biografie

### Familie
Schumacher stammte aus einer alten bremischen Familie. Sein Ururgroßvater Isak Hermann Albrecht Schumacher war der letzte Bremer Bürgermeister auf Lebenszeit. Er war ein Cousin des bedeutenden, aus Bremen gebürtigen Hamburger Baudirektors Fritz Schumacher.
Er war nach 1945 verheiratet mit Inga Schumacher, geb. Siebert; beide hatten drei Kinder.

### Ausbildung und Beruf
Schumacher studierte nach dem Abitur Architektur an der Technischen Hochschule Stuttgart u. a. auch bei Paul Bonatz. Er wirkte als Architekt von 1933 bis nach 1980. 1933 gründete er sein Architekturbüro in Bremen und sein eigenes Haus entstand in der Lüder-von-Bentheimstraße in Bremen – Schwachhausen. 1937 erhielt er bei einem Bauwettbewerb den dritten Preis für den Entwurf der Lutherkirche in Bremen. Um 1937/38 entwarf der Wohnhäuser in Bremen-Grolland und in Bremen – Grambke (Kleine Dunge). Er wohnte von um 1940 bis 1945 in der Nähe von Bremen.
Nach dem Zweiten Weltkrieg wirkte Schumacher in der 1945 gegründeten, eher konservativen, Aufbaugemeinschaft Bremen um Gerhard Iversen mit. Er plante nun u. a. evangelische Kirchen und Gemeindezentren, Verwaltungsgebäude sowie viele Familienhäuser vor allem in Oberneuland und Schwachhausen. Er wurde 1953 bekannt durch den Neubau der Deutschen Schifffahrtsbank. Prämiert wurde sein nicht realisierter Entwurf für eine Fußgängerzone in der Sögestraße. Bemerkenswert war 1961 der rotsteinsichtige Neubau der Martin-Luther-Kirche mit 750 Plätzen in Bremen – Findorff. Zudem war er auch Dombaumeister des Bremer Doms.

## Werke (Auswahl)
- 1949, Wiederaufbau Blumenhaus C. Kommer, Obernstraße 30 (gemeinsam mit Julius Schulte-Frohlinde)[3]
- Der denkmalgeschützte Wümmehof in Borgfeld, gebaut für Fritz Kellner (1938/39), war von 1950 bis 1994 Wohnsitz der Hohenzollern.
- Andreaskirche (Bremen) – Gröpelingen von 1950 zusammen mit dem Kirchenbaumeister Otto Bartning, Darmstadt; Kirche in Ziegelmauerwerk mit Satteldach und freistehendem Turm[4]
- Securitas-Haus in Bremen-Mitte, Am Wall 155/156 (1950/51)
- Geschäftshaus Dörbecker & Plate in der Sögestraße Nr. 36/38 (1952) und Geschäftshäuser in der Obernstraße (um 1952)
- Bürgermeister-Smidt-Brücke (Gestaltung) über die Weser mit Fritz Brand (1952)[5]
- Deutsche Schifffahrtsbank (heute: Deutsche Schiffsbank) als erster Neubau an der Nordseite des Domshof mit Walter Görig (1953)
- Deutsche Gesellschaft zur Rettung Schiffbrüchiger, Bremen-Neustadt, Werderstraße 2 (um 1954)
- Hohentorskirche in Bremen – Neustadt mit Claus Hübener (1965);  Ziegelbauwerk mit Satteldach und eingeschobenem Turm[6]
- Doppelhaussiedlung in Grambke, Fassade in Obernkirchner Sandstein
- Martin-Lutherkirche in Findorff (1954/1961)
- Konsul-Hackfeld-Haus des Christlichen Verein Junger Menschen (CVJM) in Bremen-Mitte (1955)
- Evangelische Gemeinde Gröpelingen und Oslebshausen in der Danziger Straße (1956)
- St. Petri-Domkapelle in Bremen – Östliche Vorstadt am Osterdeich mit Claus Hübener (1965); mit Sichtmauerwerk und Turm in Sichtbeton[7]
- Philippus-Kirche mit Gemeindezentrum in Bremen – Gröpelingen (1966)[8]
- St. Johannes-Kirche mit Gemeindezentrum in Bremen-Huchting mit Claus Hübener (1972); Kirche mit Satteldach, Zentrum als Flachdachbauten[9]
- Hochgarage in Bremen – Mitte, Langenstraße
- Sanierungen am Bremer Dom (1960 bis um 1980)